# スターラ
『スターラ』（英語: Starla）は、フィリピンのテレビドラマ。ABS-CBNで2019年10月7日に初公開された。

## 登場人物
グレゴリオ「マング・グレギー」ディチャベス
演：ジョエル・トーレ
スターラ
演：ジャナ・アゴンシージョ
ブボーイ
演：エンツォ・ペロヘロ
テレサ「テレ」ディチャベス
演：ジュディ・アン・サントス
エステル
演：メリル・ソリアーノ
デクスター・ソリマン
演：ジョーム・バスコン
ドクター・フィリップ
演：レイマート・サンティアゴ